# Фаулер, Кэм
Кэмерон Мэттью Фаулер (англ. Cameron Matthew Fowler; 5 декабря 1991 г. Виндзор, Канада) — американский хоккеист, защитник. Выступает за «Сент-Луис Блюз» в Национальной хоккейной лиге.
Выступал за «Виндзор Спитфайерс» (ОХЛ), «Анахайм Дакс», ХК «Седертелье» (локаут).
В чемпионатах НХЛ сыграл 345 матчей (29+121), в турнирах Кубка Стэнли — 42 матча (3+18).
В составе национальной сборной США участник зимних Олимпийских игр 2014 (6 матчей, 1+0), участник чемпионатов мира 2011 и 2012 (15 матчей, 2+6). В составе молодёжной сборной США участник чемпионата мира 2010. В составе юниорской сборной США участник чемпионата мира 2009.
31 декабря 2024 года во время Зимней классики 2025 («Сент-Луис» обыграл «Чикаго» со счётом 6:2) сыграл свой 1000-й матч в регулярных сезонах НХЛ.
Достижения
- Победитель молодёжного чемпионата мира (2010)
- Победитель юниорского чемпионата мира (2009)
- Чемпион ОХЛ (2010)

Награды
- Лучший защитник юниорского чемпионата мира (2009)

## Ссылка
- Профиль на Eliteprospects (англ.)